# Fédération internationale des organisations de travailleurs de la métallurgie
 (août 2023).
La Fédération internationale des organisations de travailleurs de la métallurgie (FIOM) (International Metalworkers' Federation (IMF)) est la fédération syndicale internationale des travailleurs du secteur de la métallurgie. Elle a été fondée en 1893.

## Histoire
Le 19 juin 2012, elle a fusionné avec la Fédération internationale des syndicats de travailleurs de la chimie, de l'énergie, des mines et des industries diverses (ICEM) et la Fédération internationale des travailleurs du textile, de l'habillement et du cuir, pour former une nouvelle fédération syndicale internationale: IndustriALL global union.
Son siège est à Genève, elle est présidée par Jürgen Peters (IG Metall,  Allemagne). Elle rassemble 25 millions de travailleurs dans deux cents syndicats dans plus de cent pays.
Elle possède plusieurs branches régionales, dont la Fédération européenne des métallurgistes pour l'Europe, qui est affiliée à la Confédération européenne des syndicats.

## Membres

### Allemagne
- IG Metall

### États-Unis
- United Steelworkers
- United Auto Workers

### France
- Fédération des travailleurs de la métallurgie CGT
- Fédération générale des mines et de la métallurgie CFDT

## Personnalités
- Charles Levinson